# Marcus Ferkranus
Marcus Ashton Ferkranus (Santa Clarita, California, Estados Unidos, 10 de mayo de 2003) es un futbolista estadounidense que juega como defensa en Los Angeles Galaxy de la Major League Soccer.

## Trayectoria

### Los Angeles Galaxy
Se unió a la academia de Los Ángeles Galaxy en 2017, a la edad de 14 años. En julio de 2020, debutó como profesional con el filial del USL Championship del Galaxy, el LA Galaxy II, entrando como sustituto de Jesús Vázquez en el minuto 81 en una derrota por 4-0 ante el Phoenix Rising FC. Después de hacer sólo cinco apariciones a lo largo de la acortada temporada 2020, se convirtió en un habitual del equipo en la temporada 2021, contabilizando 26 apariciones, 16 de las cuales fueron titulares.
En enero de 2021 firmó un contrato con el primer equipo de Los Angeles Galaxy.

## Estadísticas

### Clubes
Actualizado al último partido disputado el 18 de septiembre de 2022.
| Club                             | Div.          | Temporada     | Liga  | Liga  | Copas nacionales | Copas nacionales | Copas internacionales | Copas internacionales | Total | Total |
| Club                             | Div.          | Temporada     | Part. | Goles | Part.            | Goles            | Part.                 | Goles                 | Part. | Goles |
| -------------------------------- | ------------- | ------------- | ----- | ----- | ---------------- | ---------------- | --------------------- | --------------------- | ----- | ----- |
| LA Galaxy II Estados Unidos      | 2.ª           | 2020          | 5     | 0     | —                | —                | —                     | —                     | 5     | 0     |
| LA Galaxy II Estados Unidos      | 2.ª           | 2021          | 26    | 0     | —                | —                | —                     | —                     | 26    | 0     |
| LA Galaxy II Estados Unidos      | 2.ª           | 2022          | 4     | 0     | —                | —                | —                     | —                     | 4     | 0     |
| LA Galaxy II Estados Unidos      | Total club    | Total club    | 35    | 0     | 0                | 0                | 0                     | 0                     | 35    | 0     |
| Phoenix Rising FC Estados Unidos | 2.ª           | 2022          | 4     | 0     | 0                | 0                | —                     | —                     | 4     | 0     |
| Phoenix Rising FC Estados Unidos | Total club    | Total club    | 4     | 0     | 0                | 0                | 0                     | 0                     | 4     | 0     |
| Total carrera                    | Total carrera | Total carrera | 39    | 0     | 0                | 0                | 0                     | 0                     | 39    | 0     |

## Palmarés

### Títulos internacionales
| Título                           | Equipo                                 | País     | Año  |
| -------------------------------- | -------------------------------------- | -------- | ---- |
| Campeonato Sub-20 de la Concacaf | Selección sub-20 de los Estados Unidos | Honduras | 2022 |